# Maurice Corbière
Maurice Alfred Corbière (ur. 20 października 1893 we Flers, zm. 15 lutego 1956 w Courbevoie) – francuski zapaśnik walczący w stylu klasycznym. Olimpijczyk z Antwerpii 1920, gdzie zajął szesnaste miejsce w wadze średniej.

## Letnie Igrzyska Olimpijskie 1920
| Konkurencja          | Rundy eliminacyjne      | Klas. końcowa |
| Konkurencja          | 1/16                    | Miejsce       |
| -------------------- | ----------------------- | ------------- |
| 75 kg styl klasyczny | Carlo Corsanego (ITA) P | 16.           |